# Werner Alfred Pietschker

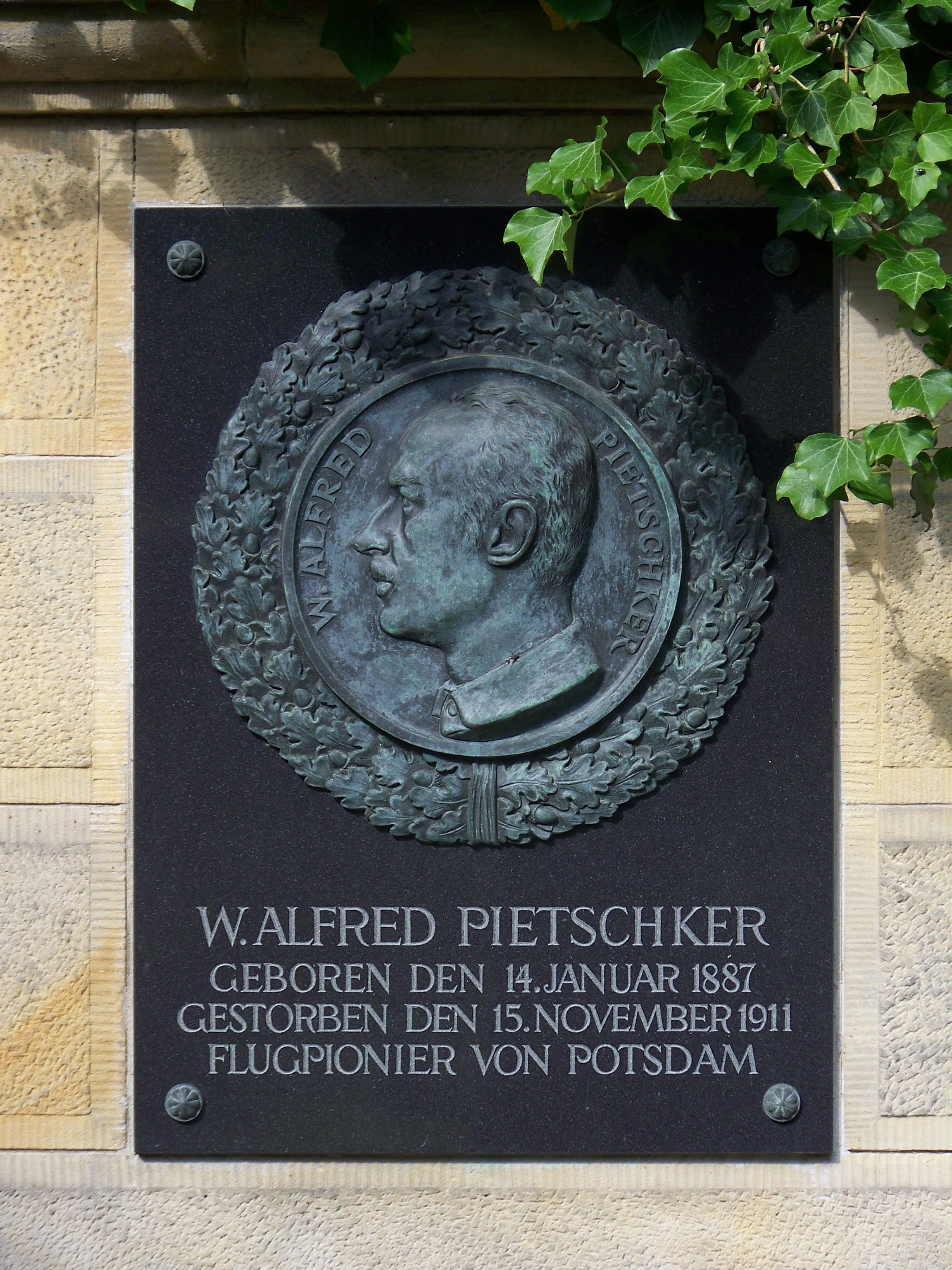
Auf dem Bornstedter Friedhof

Werner Alfred Pietschker (* 14. Januar 1887 in Bornstedt; † 15. November 1911 in Johannisthal) war ein deutscher Flugpionier.

## Leben
Er war der Sohn des Pfarrers Carl Pietschker († 1906) und seiner Frau Käthe Pietschker († 1949), der Tochter Werner von Siemens. Laut ihrer Aussage interessierte sich Pietschker schon frühzeitig für Maschinen und die Fliegerei. Sein Wissen über die Technik bezog er aus Fachzeitschriften. Nach seiner Reifeprüfung begann er ab Herbst 1907 an der Technischen Hochschule Charlottenburg ein Studium, das er zwischenzeitlich für ein einjähriges Dienstjahr aussetzte. Im September 1909 wurde er auf die Schau- und Passagierflüge Orville Wrights, Paul Engelhards und Fridolin Keidels aufmerksam, die diese auf dem Bornstedter Feld durchführten und in ihm den Entschluss reifen ließen, Flugzeugführer und -konstrukteur zu werden.
Pietschker brach sein Studium ab und begann im Februar 1911 bei den Albatros-Werken auf dem Flugplatz Johannisthal eine Ausbildung zum Aviatiker. Seine Fluglehrer waren Simon Brunnhuber, Benno König und Albert Rupp. Am 13. September erwarb er sein Flugzeugführerzeugnis mit der Nummer 116. Bei der im Anschluss vom 24. September bis zum 1. Oktober 1911 in Johannisthal stattfindenden Nationalen Herbstflugwoche belegte er auf einem Albatros-Zweidecker von 18 Bewerbern mit 13:56 h Gesamtflugzeit den mit 3717 ℳ dotierten ersten Platz vor Josef Suwelack und Gustav Witte. Seinen überraschenden Sieg krönte er am Schlusstag der Veranstaltung, dem 1. Oktober, mit einem Dauerflugrekord von 2:19 h, ausgeführt mit zwei Fluggästen in 730 m Höhe, was ebenfalls Rekord bedeutete. Während seiner Pilotenausbildung hatte Pietschker mit der Konstruktion eines Eindeckers begonnen, dessen Bau er mit seinem Mechaniker Ludwig in den Albatros-Werkstätten durchführte. Daneben schulte er auf einem Harlan-Eindecker, da er bisher nur Doppeldecker geflogen hatte. Am 13. November 1911 führte Pietschker mit einem Passagier den ersten Flug „Rund um Berlin“ mit Zwischenlandung in Schulzendorf zur Abgabe von Post durch und legte dabei in 2:04 h 240 km zurück. Zwei Tage später startete er am 15. November 1911 zum ersten Flug mit seinem selbstkonstruierten Pietschker-Eindecker. In einer zu scharf geflogenen 60°-Kurve – mit seinem Doppeldecker hatte er dieses Manöver problemlos fliegen können – rutschte der Apparat seitlich weg und stürzte aus etwa 25–30 m Höhe zu Boden. Pietschker starb noch an der Unfallstelle.

## Ehrung postum
Zu seinem Angedenken stiftete die Familie der Stadt Potsdam das Werner-Alfred-Bad. In Berlin-Johannisthal und Potsdam-Stern wurden jeweils Pietschkerstraßen nach dem Pionier benannt.